# Dyrektywa celowościowa
Dyrektywa celowościowa (funkcjonalna) służy ustaleniu wypowiedzi normatywnej poprzez odniesienie się do ocen i wartości pozaprawnych, które stanowią funkcje lub cele danej regulacji prawnej w odniesieniu do społecznego otoczenia, w jakim znajduje się system prawa.
Zakłada się, że dopuszczalna jest wyłącznie taka interpretacja tekstu prawnego, która prowadzi do wyników zgodnych z wartościami i ocenami przypisywanymi ustawodawcy.
Dyrektywy funkcjonalne nie mogą być użyte do konstruowania całej wypowiedzi normatywnej, a jedynie korygują wybór lub ustalają jej ostateczne znaczenie. Niedopuszczalne jest także zastosowanie ich przed dyrektywami językowymi.